# Röttelmisch
Röttelmisch ist der nordwestliche Ortsteil der Gemeinde Gumperda im Saale-Holzland-Kreis in Thüringen.

## Geschichte
1083 – 16. Februar 1084 wurde die erste urkundliche Erwähnung vom Ort archiviert.
Die Bauern gehörten einst zur LPG Kahla. Jetzt sind sie nach der deutschen Wiedervereinigung in der Nachbaragrargenossenschaft tätig. Die Agrargenossenschaft Reinstädter Grund hat auch hier im Ort einen Sitz.
Im Dorf befinden sich der Ferienhof Röttelmisch, Ferienwohnungen und ein Landhotel.